# Clodius Fronto
Clodius Fronto (sein Praenomen ist nicht bekannt) war ein im 2. Jahrhundert n. Chr. lebender Angehöriger des römischen Ritterstandes (Eques).
Durch eine Weihinschrift, die bei Ilkley gefunden wurde und die auf 122/200 datiert wird, ist belegt, dass Fronto Präfekt der Cohors II Lingonum war, die in der Provinz Britannia stationiert war.